# Butch Otter
Clement Leroy Otter, känd som Butch Otter, född 3 maj 1942 i Caldwell i Idaho, är en amerikansk republikansk politiker och var guvernör i Idaho från januari 2007 till januari 2019.
Han gifte sig 1964 med Gay Simplot, dotter till hans långtida arbetsgivare J.R. Simplot. Paret skilde sig 1992. Romersk-katolska kyrkan annullerade hans första äktenskap så att han 2006 kunde gifta om sig med Lori Easley, som han hade träffat när hon var Miss Idaho USA 1991.
Han utexaminerades från College of Idaho 1967. Han arbetade i 30 år för J. R. Simplot Company och avancerade till vd.
Han var viceguvernör i Idaho 1987-2001 och ledamot av USA:s representanthus 2001-2007. I 2006 års guvernörsval besegrade han demokraten Jerry Brady med 52,67 procent mot 44,11 procent. Otter omvaldes 2010 med över 59 procent av rösterna.
I oktober 2017 meddelade Otter att han inte skulle söka omval år 2018 för en fjärde mandatperiod som guvernör.